# Caso Rizzo
Se conoce como Caso Rizzo a la causa judicial caratulada Rizzo, Jorge c/ Estado Nacional 2013) resuelto en definitiva por la Corte Suprema de Argentina el 18 de junio de 2013. La sentencia ratifica la facultad de los tribunales de realizar control de constitucionalidad, es decir juzgar la conformidad de una ley con la Constitución Nacional y para abrogar, dejando inaplicables, aquellas que pudieran contravenirla. Este principio instituye la atribución más importante del poder judicial, y hace de ello una importante referencia en materia de control de constitucionalidad. Asimismo, la Corte hizo importantes definiciones en materia del rol de la soberanía popular en el Estado de Derecho, República, y división de poderes.

## Antecedentes
Dentro del paquete de leyes de la Reforma Judicial de 2013 en Argentina, se encontraba la ley 26 855 de reforma del Consejo de la Magistratura, que establecía la elección popular de los representantes de los estamentos técnicos —abogados, magistrados, académicos— en el Consejo de la Magistratura.
Establecía que los representantes de los estamentos técnicos en el Consejo de la Magistratura, iban a ser votados por la totalidad del pueblo, y adosados a las boletas de los partidos políticos. Las elecciones tendrían lugar dentro de las Elecciones Primarias Abiertas y Simultáneas (PASO).
El presidente del Colegio Público de Abogados de la Capital Federal,[cita requerida] y abogado del juez Fayt Dr. Jorge Rizzo, con el patrocinio letrado del abogado Adriano Patricio Díaz Cisneros, presentó una acción de amparo solicitando su inconstitucionalidad en representación de la agrupación de abogados «Gente de Derecho». Rizzo planteó que la nueva ley proscribía la Agrupación «Gente de Derecho», al impedirle postular candidato propio en las próximas elecciones en el Consejo de la Magistratura, ya que, con la nueva ley, éstas se decidían por el sufragio universal, y a través de los partidos políticos.
Paralelamente el apoderado del Partido Demócrata Cristiano de la Argentina, Dr. Carlos Lionel Traboulsi, presentó otro recurso de amparo solicitando la inconstitucionalidad de la ley 26 855 de reforma y convocatoria a elecciones populares del Consejo de la Magistratura
La juez María Romilda Servini de Cubría emitió, el 11 de junio de 2013, dos sentencias, en uno y otro amparo, dictaminado que dicha ley era inconstitucional al no adecuarse a las pautas del art. 114 CN, y dejando sin efecto el llamado a elecciones nacionales a representantes del Consejo de la Magistratura.
El representante del Estado Nacional interpuso, entonces, recurso de «salto de instancia» (per saltum) contra los fallos dictados por la juez María Servini de Cubría en dos causas para llegar a la Corte Suprema de Justicia. La Corte Suprema de Justicia declaró admisible los recursos extraordinarios por salto de instancia, al sopesar que las sentencias recurridas traían, como efecto, la cancelación de un procedimiento electoral mediante el sufragio universal destinado a cubrir cargos públicos electivos, una circunstancia de gravedad institucional.

## El dictamen de la Procuración General de la Nación
La Procuradora General de la Nación, Alejandra Magdalena Gils Carbó, dictaminó a favor de la elección popular y la nueva integración del Consejo solicitando a la Corte Suprema que acepte el per saltum que presentó el Gobierno Nacional contra los fallos dictados por la juez María Servini de Cubría en dos causas. Una iniciada por el titular del CPACF, Jorge Rizzo, y otra por el apoderado del Partido Demócrata Cristiano de la Argentina, Carlos Traboulsi, es decir, a favor de la postura del Estado Nacional, solicitando a la Corte que revoque las sentencias de primera instancia. Gils Carbó se pronunció a favor de la reforma del Consejo de la Magistratura, argumentando que la ley buscaba desalentar que intereses sectoriales o corporativos puedan prevalecer en la actuación del Consejo, al dejar sin efecto el voto calificado que regía anteriormente para la elección de los consejeros.
Gils Carbó cuestionó también la legitimación de la agrupación «Gente de Derecho» para impugnar la ley. Sostuvo que no era posible conjeturar que todos los abogados iban a compartir la postura de «Gente de Derecho» y del Dr. Rizzo en contra de la ley impugnada: con ello se caía el requisito de «homogeneidad» que exigía la doctrina del fallo de la Corte Suprema «Halabi», y, así, se caía la legitimación colectiva que necesitaba Rizzo para lograr que se suspendan las elecciones.
Además, Gils Carbó consideró que la ley era constitucional: los legisladores conciliaron el texto de la ley con el resguardo de la soberanía popular, la democracia representativa, y el fortalecimiento de la participación ciudadana.

## Sentencia definitiva de la Corte Suprema de Justicia
El 18 de junio de 2013 la Corte Suprema de Justicia de la Nación dictó la sentencia definitiva y declaró que los artículos 2.º, 4.º, 18.º y 30.º de la ley 26 855 y el decreto 577/13 violaban la Constitución Nacional y debían invalidarse, mediante los votos favorables de los jueces Ricardo Lorenzetti, Elena Highton de Nolasco, Carlos Fayt y Juan Carlos Maqueda (voto mayoritario), Enrique Petracchi y Carmen Argibay (voto concurrente) y la única disidencia del juez Raúl Zaffaroni.
La sentencia dispone que son inconstitucionales las modificaciones introducidas por la ley 26 855 con relación al cuórum previsto en el artículo 7.º, al régimen de mayorías y a la composición de las comisiones del Consejo de la Magistratura, de conformidad con lo previsto en el artículo 29.º de dicha ley y que, por lo tanto, mantiene su vigencia el régimen anterior previsto en las leyes 24 937 y sus modificatorias 24 939 y 26 080.
El fallo también dispuso dejar sin efecto la convocatoria a elecciones para los cargos de consejeros de la magistratura representantes de los jueces de todas las instancias, de los abogados de la matrícula federal y de otras personas del ámbito académico y científico establecida en los artículos 18.º y 30.º de la ley 26 855 y en los artículos 1.er, 2.º y 3.er; concordantes del decreto 577/13, pero aclarando que la sentencia no interfiere con el trámite electoral correspondiente a los cargos de diputados y senadores nacionales establecido en el decreto 501/13 y en esta forma, la Corte permite que continúe el pleno funcionamiento del Consejo de la Magistratura.